# ملتی
ملتی (به ایتالیایی: Meleti) یک کومونه در ایتالیا است که در استان لودی واقع شده‌است.

## خصوصیات
ملتی ۷٫۴ کیلومترمربع مساحت و ۴۶۸ نفر جمعیت دارد و ۴۰ متر بالاتر از سطح دریا واقع شده‌است.